# David Fourie
David Fourie (* 31. srpna 1980, Wepener) je jihoafrický zpěvák. V roce 2002 se účastnil talentové soutěže Idols, kde se umístil mezi finalisty. Své první album vydal v roce 2003 pod názvem David Fourie. Od roku 2006 spolupracuje s největším jihoafrickým hudebním vydavatelstvím Select Musiek. V roce 2011 se účastnil soutěže Eurovision, kde získal práva na vítěznou písničku Running Scared, kterou následně přezpíval se zpěvačkou MoniQue do afrikánštiny pod názvem My hart het klaar besluit.

## Diskografie
- 2013: 'n Stukkie Hemel
- 2011: Die Erste Dekade
- 2009: Vir 'n 100 000 Jare
- 2006: Kom Hier Na My Toe
- 2004: Land in Die Suide
- 2003: David Fourie

## Singly (výběr)
- Vir 'n 100 000 Jare
- Jy Soen Soos 'n Engel
- Kaboemielies
- Grotman
- Baby Maak Net Oop Jou Deur
- As Ek Raak Aan Jou Lyf